# Henri de Saltrey
Henri de Saltrey ou Henri de Sawtry (en latin : Henricus Salteriensis ; en anglais : Henry of Saltrey ou Henry of Sawtry) est un moine anglais du XIIe siècle, auteur d'un traité sur le purgatoire de saint Patrice. 

## Biographie
Henri de Saltrey est un moine cistercien de l'abbaye de Saltrey, située à Sawtry dans l'Huntingdonshire.
Son traité sur le purgatoire de saint Patrice, intitulé Tractatus de purgatorio sancti Patricii, appartient au genre littéraire des récits de visions de l'au-delà, qui commencent à se multiplier à cette époque. Il fut traduit en langue vulgaire par Marie de France qui désirait le rendre accessible aux laïcs. 
Il sera publié pour la première fois en 1624 dans le Florilegium insulae Sanctorum Hiberniae de Thomas Messingham (en).